# Rosenryggat ordensfly
För Catocala pacta Schäff 1776, se Stenfärgat ordensfly.
Rosenryggat ordensfly, Catocala pacta, är en fjärilsart som beskrevs av Carl von Linné 1758. Rosenryggat ordensfly ingår i släktet Catocala och familjen Näbbflyn, Erebidae. Enligt den svenska rödlistan är arten sårbar, VU i Sverige. I Finland har arten en livskraftig, LC, population. Artens utbredningen sträcker sig från Nordeuropa genom Ryssland och Sibirien till Tibet och Amurområdet. Inga underarter finns listade i Catalogue of Life.

## Bildgalleri

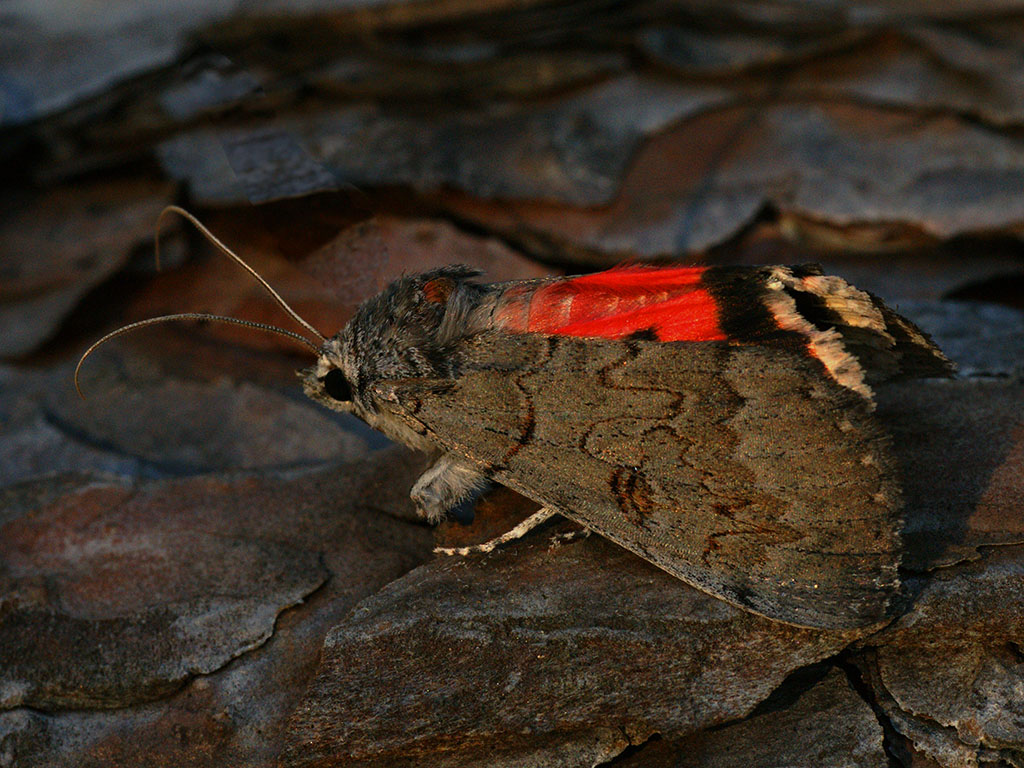
Imago fjäril
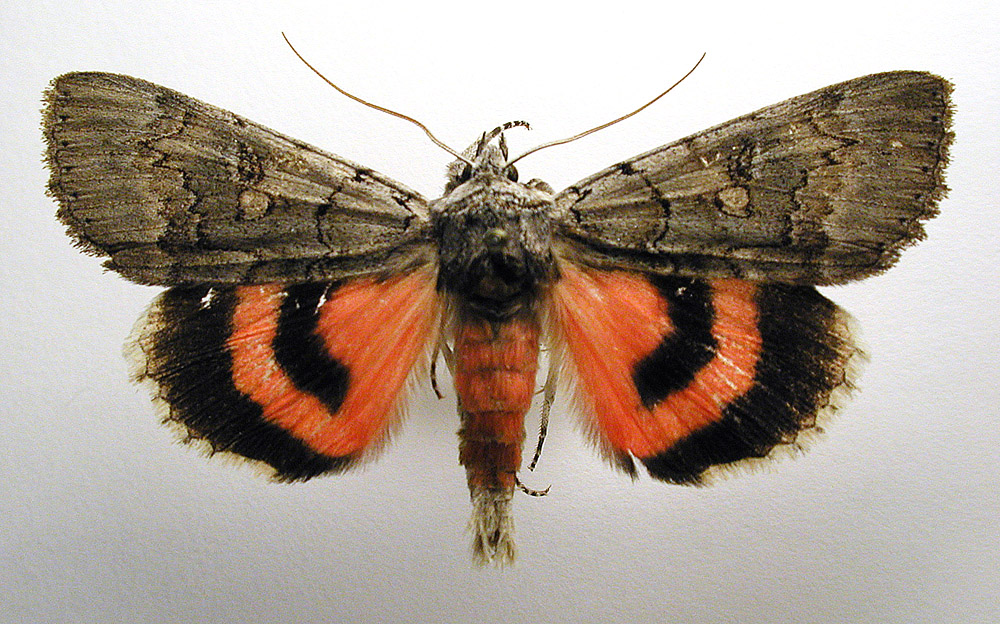
Preparerad (uppnålad) imago fjäril